# Maurus von Schenkl

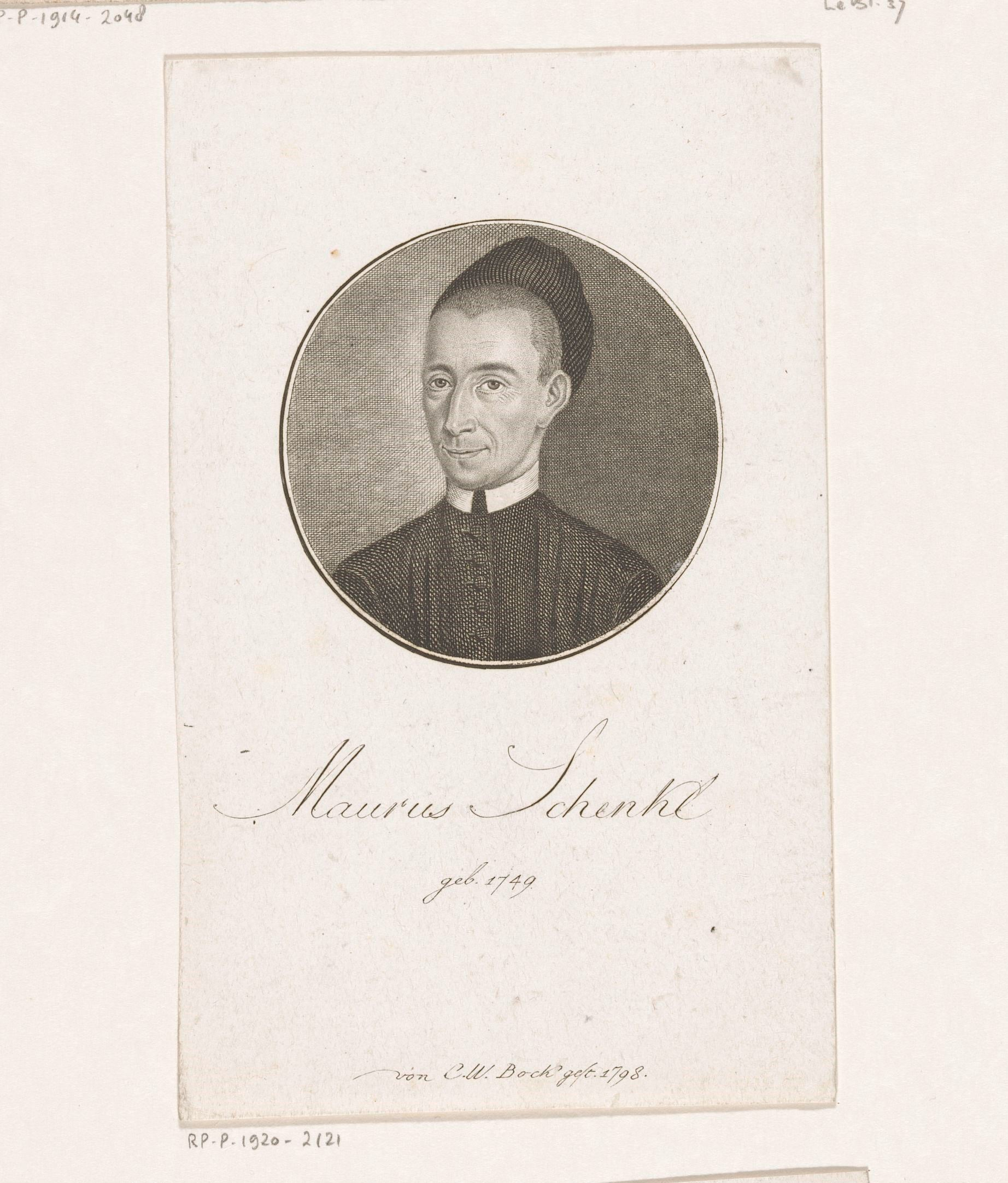
Maurus von Schenkl

Maurus von Schenkl (Taufname: Georg Jakob von Schenkl; * 4. Januar 1749 in Auerbach in der Oberpfalz; † 14. Juni 1816 in Amberg) war ein deutscher Benediktinerpater, römisch-katholischer Theologe und Bibliothekar.

## Leben
Über Schenkls Kindheit ist kaum etwas bekannt. Von 1760 bis 1765 besuchte er das Amberger Jesuitengymnasium. Anschließend ging er an den Benediktinerstift Prüfening. Dort war bereits einer seiner Verwandten Ordensmitglied. Von Prüfening wechselte er an das Kloster Scheyern. Am 2. Oktober 1768 legte er dort das Ordensgelübde ab und nahm den Namen Maurus an. Er studierte an ordenseigenen Einrichtungen die Theologie und empfing 1772 die Priesterweihe. Er hatte danach mehrere Ämter im Orden inne, darunter erstmals ein Bibliothekarsamt, 1777 wurde er Ökonom in Puch, übernahm jedoch kurz darauf eine Seelsorge.
Schenkl wurde 1778 Professor für Dogmatik, Moral, Pastoral- und Kirchenrecht an der Benediktinerabtei Weltenburg. 1783 folgte er einem Ruf zurück nach Prüfening, wo er Bibliothekar und Professor des Kirchenrechts wurde. Es folgte 1785 die Ernennung zum Professor der Moral, 1788 erneut zum Professor des Kirchenrechts nun zusammen mit der Professur der Dogmatik. 1790 sollte er mit Zustimmung des Ordens an eine staatliche Hochschule wechseln. Er nahm die Professur des Kirchenrechts, der Moral und Pastoral am Lyzeum in Amberg an, kurz darauf wurde er Regens des dortigen Priesterseminars. 1794 wurde er schließlich Rektor der Einrichtung. Dieses Amt hatte er bis 1798 inne. 1796 lehnte er einen Ruf an die Universität Ingolstadt, 1804 einen Ruf nach Aschaffenburg ab, obwohl letzterer mit einer Stellung als Kanoniker verbunden gewesen wäre. Für den letzten ausgeschlagenen Ruf erhielt er neben einer Gehaltserhöhung zudem den Titel eines kurfürstlichen wirklichen Geistlichen Rates.
1804 legte er das Amt als Seminarleiter nieder und wurde stattdessen Leiter der Provinzialbibliothek Amberg. Ab 1813 war er gesundheitlich schwer angeschlagen, hielt jedoch noch bis 1816 letzte Vorlesungen in Amberg.

## Publikationen (Auswahl)
- Iuris Ecclesiastici Germaniae Accomodati Syntagma, 2 Bände, Haas, Köln 1787.
- Institutiones Iuris Ecclesiastici Germaniae Inprimis, Et Bavariae Accommodatae, 2 Bände, Attenkover, Ingolstadt 1791.
- Ethica Christiana, Attenkover, Ingolstadt 1800–1801.
- Compendium, sive institutiones ethicae christianae, Ingolstadt 1805.